# Tarjeta de red
La tarjeta de red, también conocida como placa de red, adaptador de red, adaptador LAN, Interfaz de red física, o sus términos en inglés network interface card o network interface controller (NIC), cuya traducción literal del inglés es «tarjeta de interfaz de red» (TIR), es un componente de hardware que conecta una computadora a una red informática y que posibilita compartir recursos (como archivos, discos duros enteros, impresoras, e internet) entre dos o más computadoras, es decir, en una red de computadoras.

## Implementación

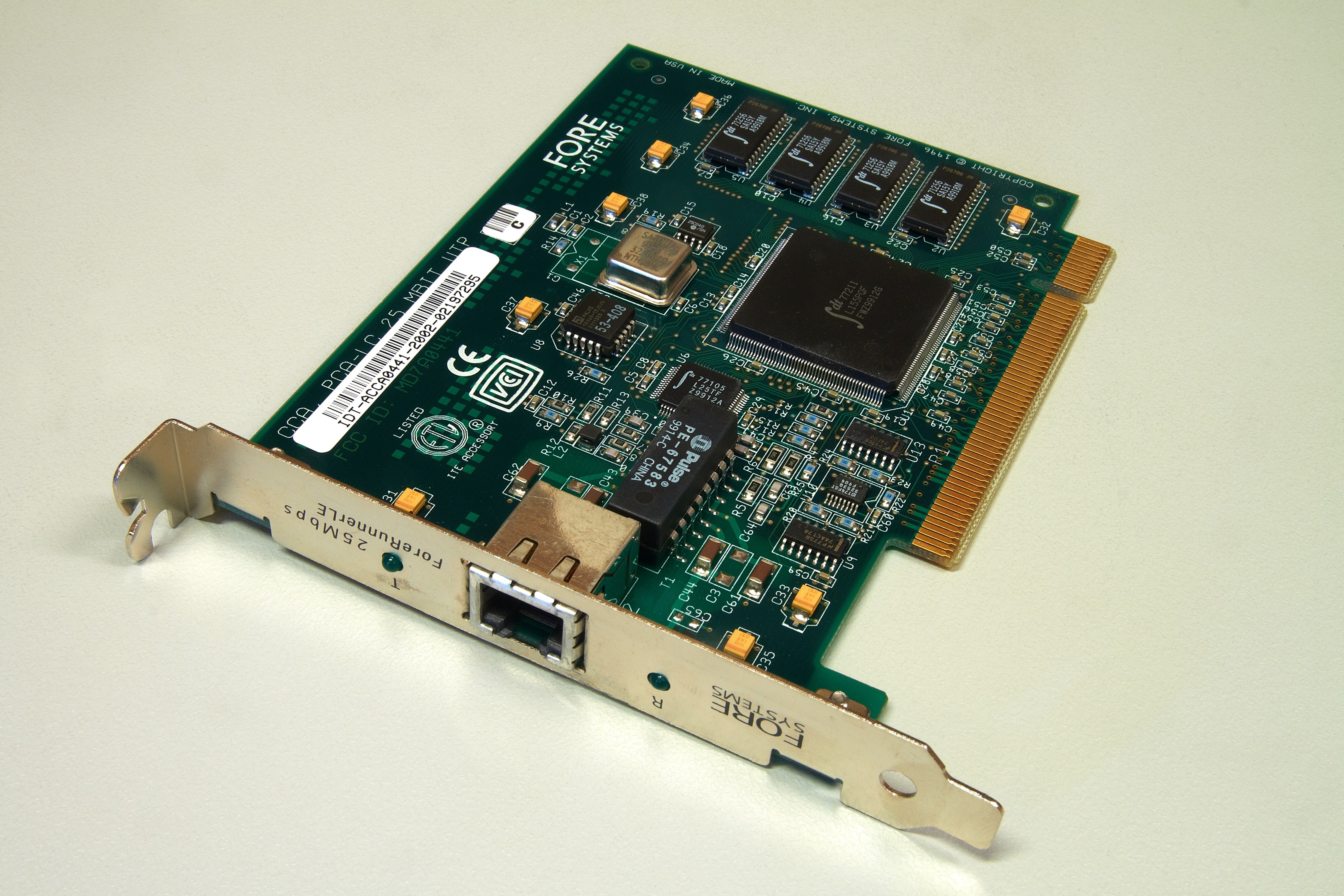
Una interfaz de red ATM.

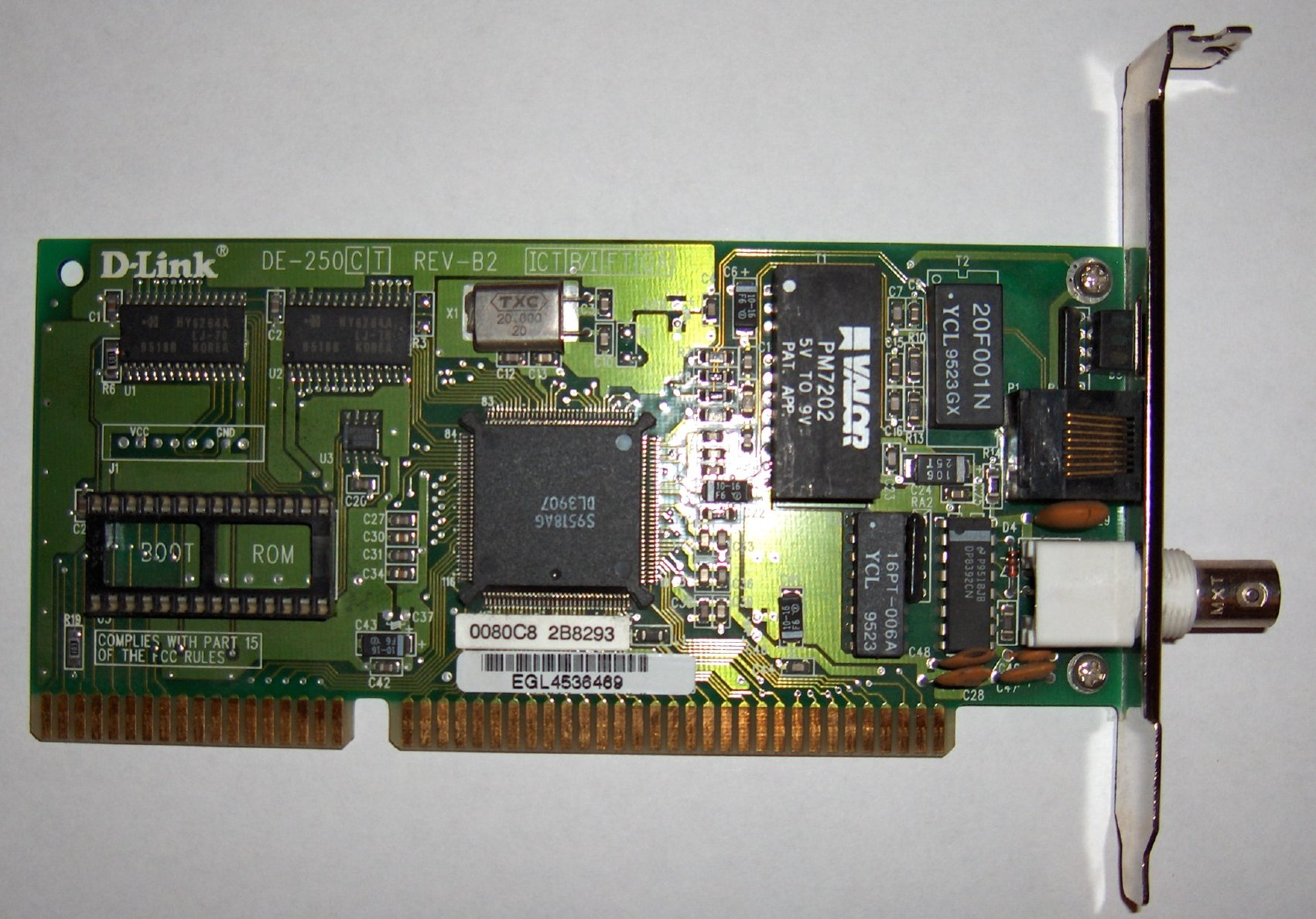
Tarjeta de red ISA de 10 Mbps.

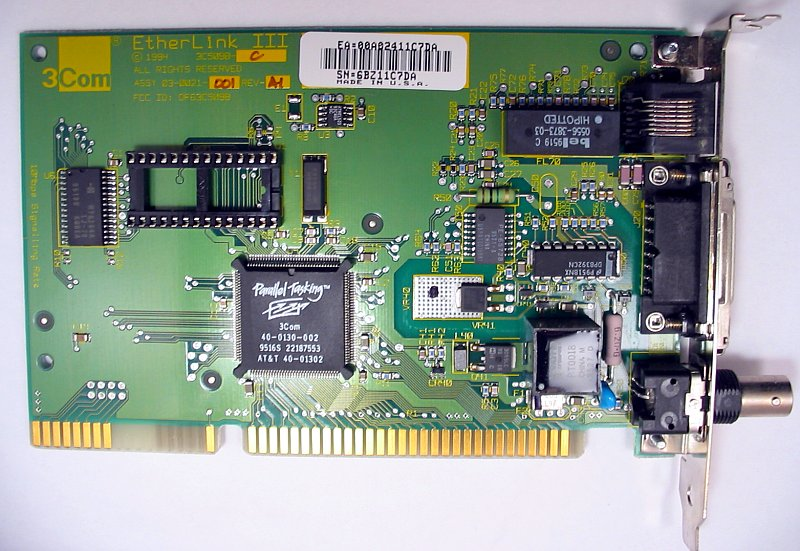
Tarjeta de red ISA, de 400 Mbps, con conectores RJ-45 para 10BaseT, AUI y 10Base2.

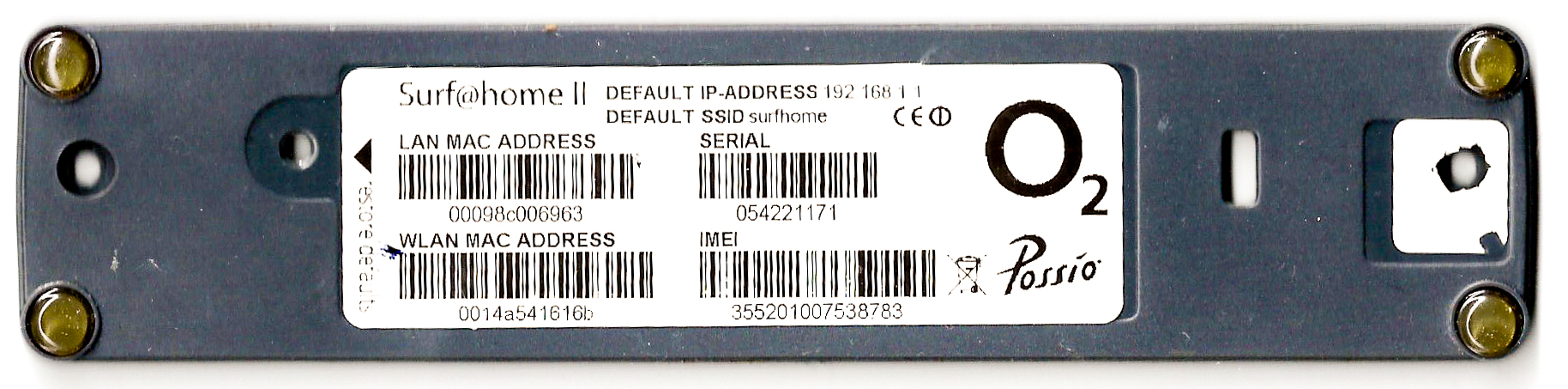
Etiqueta de un enrutador UMTS con direcciones MAC para módulos LAN y WLAN

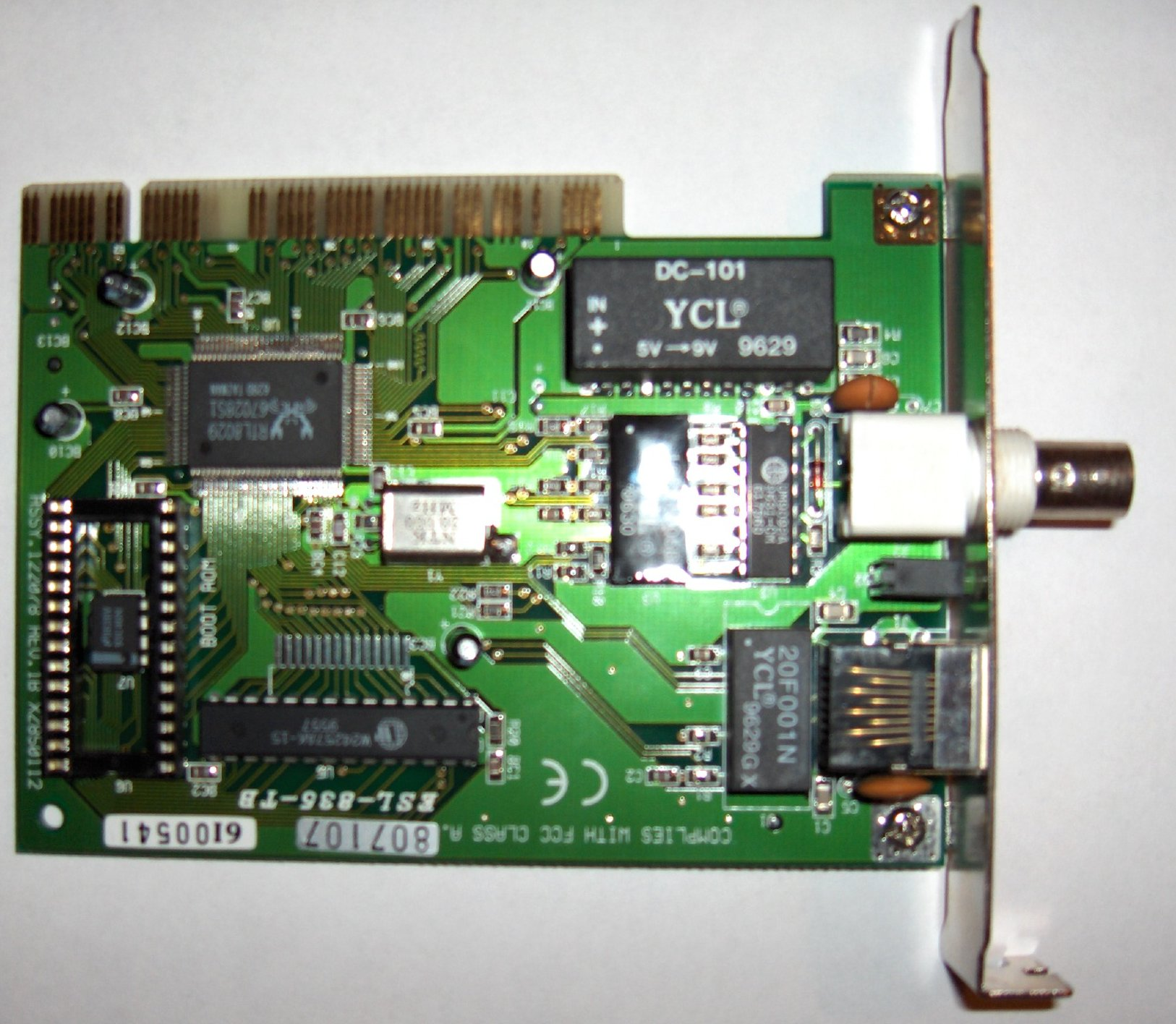
Tarjeta de red PCI de 10 Mbps.

Una dirección IPv4 tanto en notación punto-decimal como en código binario

Descomposición de una dirección IPv6 de la representación hexadecimal a su valor binario.

Las primeras tarjetas de interfaz de red se implementaban comúnmente en tarjetas de expansión que se conectaban en un bus del ordenador. El bajo coste y la ubicuidad del estándar Ethernet hizo posible que la mayoría de los ordenadores modernos tengan una interfaz de red integrada en la placa base. Las placas base de servidor más nuevas pueden incluso tener interfaces de red duales incorporadas.
Las capacidades de Ethernet están ahora integradas en el chipset de la placa base o implementadas a través de un chip Ethernet dedicado de bajo costo, conectado a través del bus PCI (o el nuevo PCI Express), así que no se requiere una tarjeta de red por separado a menos que se necesiten interfaces adicionales o se utilice otro tipo de red.
Las modernas Tarjetas de red ofrecen funciones avanzadas como interfaz de interrupción y DMA para los procesadores host, soporte para múltiples colas de recepción y transmisión, particionamiento en múltiples interfaces lógicas y procesamiento de tráfico de red en controlador, como el motor de descarga TCP.
La NIC pueden utilizar una o más de las siguientes técnicas para indicar la disponibilidad de paquetes a transferir:
- Polling, donde la CPU examina el estado del periférico bajo el control del programa.
- IRQ-E/S controlada, donde el periférico alerta a la CPU de que está listo para transferir datos.

Además, los NIC pueden utilizar una o más de las siguientes técnicas para transferir datos de paquetes:
- Entrada/salida programada, donde la CPU mueve los datos hacia o desde la NIC a la memoria.
- DMA, donde algún otro dispositivo que no sea la CPU asume el control del bus de sistema para mover datos hacia o desde la NIC a la memoria. Esto elimina la carga de la CPU, pero requiere más lógica en la tarjeta.

Además, un búfer de paquetes en la NIC puede no ser necesario y puede reducir la latencia. Existen dos tipos de DMA:
- DMA de terceros, en el que un controlador DMA distinto del NIC realiza transferencias.
- Bus mastering, donde el propio NIC realiza transferencias.

Una tarjeta de red Ethernet normalmente tiene un socket 8P8C donde está conectado el cable de red. Las NICs más antiguas también proporcionaban conexiones BNC, o AUI. Algunos LEDs informan al usuario si la red está activa y si se produce o no transmisión de datos. Las tarjetas de red Ethernet suelen soportar Ethernet de 10 Mbit/s, 100 Mbits/s y 1000 Mbits/s. Tales tarjetas son designadas como "10/100/1000", lo que significa que pueden soportar una tasa de transferencia máxima nocional de 10, 100 o 1000 Mbit/s. También están disponibles NIC de 10 Gbits/s

## Propósito
La NIC implementa los circuitos electrónicos necesarios para comunicarse sobre una red de computadoras, ya sea utilizando de cables como Token Ring, Ethernet, fibra, o sin cables como Wi-Fi, es por tanto un dispositivo de capa física y uno de capa de enlace de datos ya que proporciona acceso físico a un medio de red y, para IEEE 802 y redes similares, proporciona un sistema de direccionamiento de bajo nivel mediante el uso de la dirección MAC que se asignan exclusivamente a las tarjetas de red.
Esto proporciona una base para una pila de protocolos de red completa, permitiendo la comunicación entre pequeños grupos de computadoras en la misma red de área local (LAN) y comunicaciones de red a gran escala a través de protocolos enrutables, como Internet Protocol (IP).
Aunque existen otras tecnologías de red, las redes IEEE 802, incluidas las variantes Ethernet, han alcanzado casi la ubicuidad desde mediados de los años noventa.

## Dirección MAC y dirección IP
Cada tarjeta de red tiene un número de identificación único de 48 bits en hexadecimal que asignan los fabricantes legales de Hardware llamado dirección MAC (Media Access Control; control de acceso al medio) también conocido como dirección física que es independiente al protocolo de red que se utilice. Estas direcciones únicas de hardware son administradas por el “Instituto de Ingeniería Eléctrica y Electrónica” (IEEE, Institute of Electronic and Electrical Engineers). Los tres primeros octetos (24 bits) del número MAC, identifican al proveedor específico y es conocido como número OUI (Organizationally unique identifier, identificador único de organización), designado por IEEE, que combinado con otro número de 24 bits forman la dirección MAC completa.
Por contraparte, una dirección IP es un número que identifica, de manera lógica y jerárquica, a una Interfaz en red (elemento de comunicación/conexión) de un dispositivo (computadora, tableta, portátil, teléfono inteligente) que utilice el protocolo IP (Internet Protocol), que corresponde al nivel de red del modelo TCP/IP. Actualmente se utiliza el protocolo IPv4 y se está integrando muy lentamente el protocolo IPv6.
- La numeración de una dirección MAC tiene el siguiente formato: «B7:F0:A6:D3:E9:99».
- La numeración de una dirección IPv4 tiene el siguiente formato: «192.168.1.1».
- La numeración de una dirección IPv6 tiene el siguiente formato:  «0000:0000:0000:0000:0000:FFFF:C0A8:0101».

## Tipos de tarjetas de red

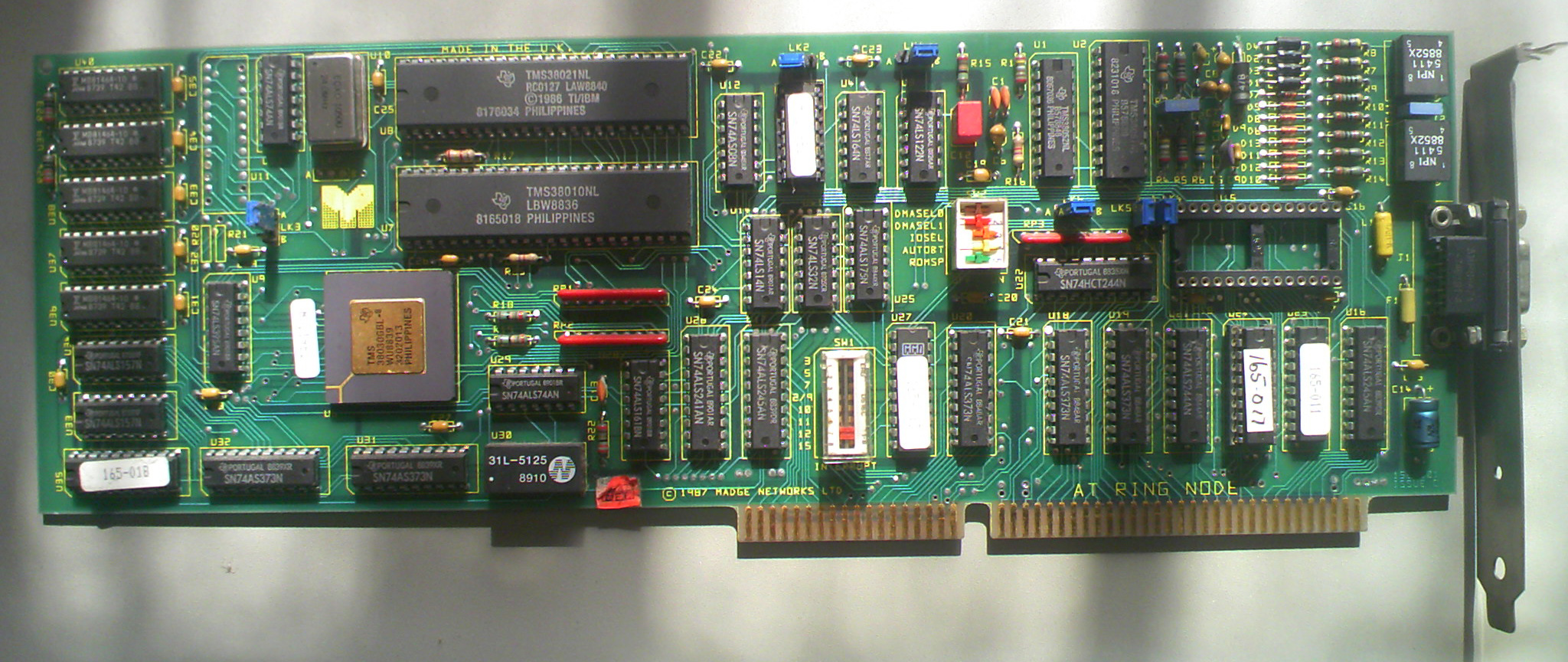
Una NIC ISA-16 de 4/16 Mbit/s para redes Madge Token Ring.

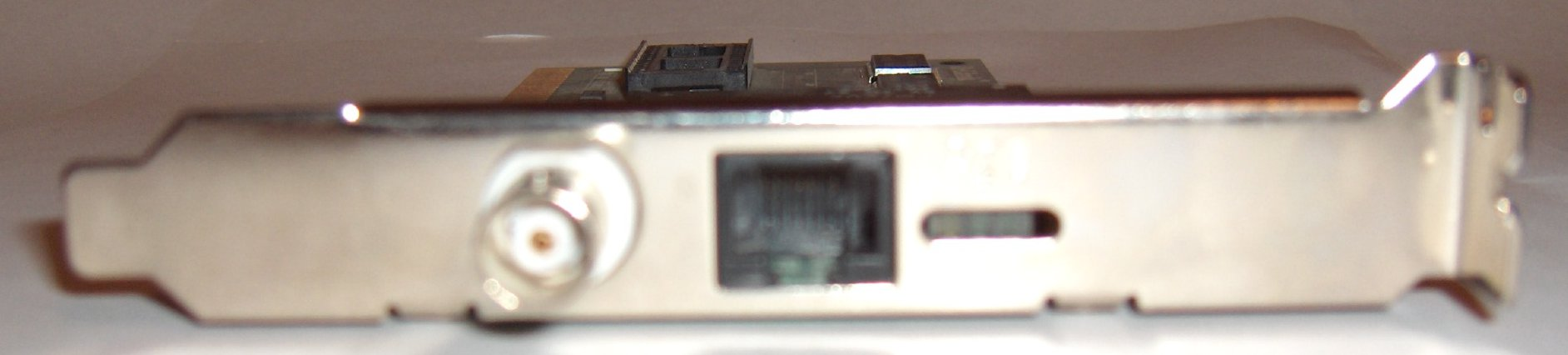
Conectores BNC (para cable coaxial); y RJ-45 (para cable de par trenzado) en una tarjeta de red.

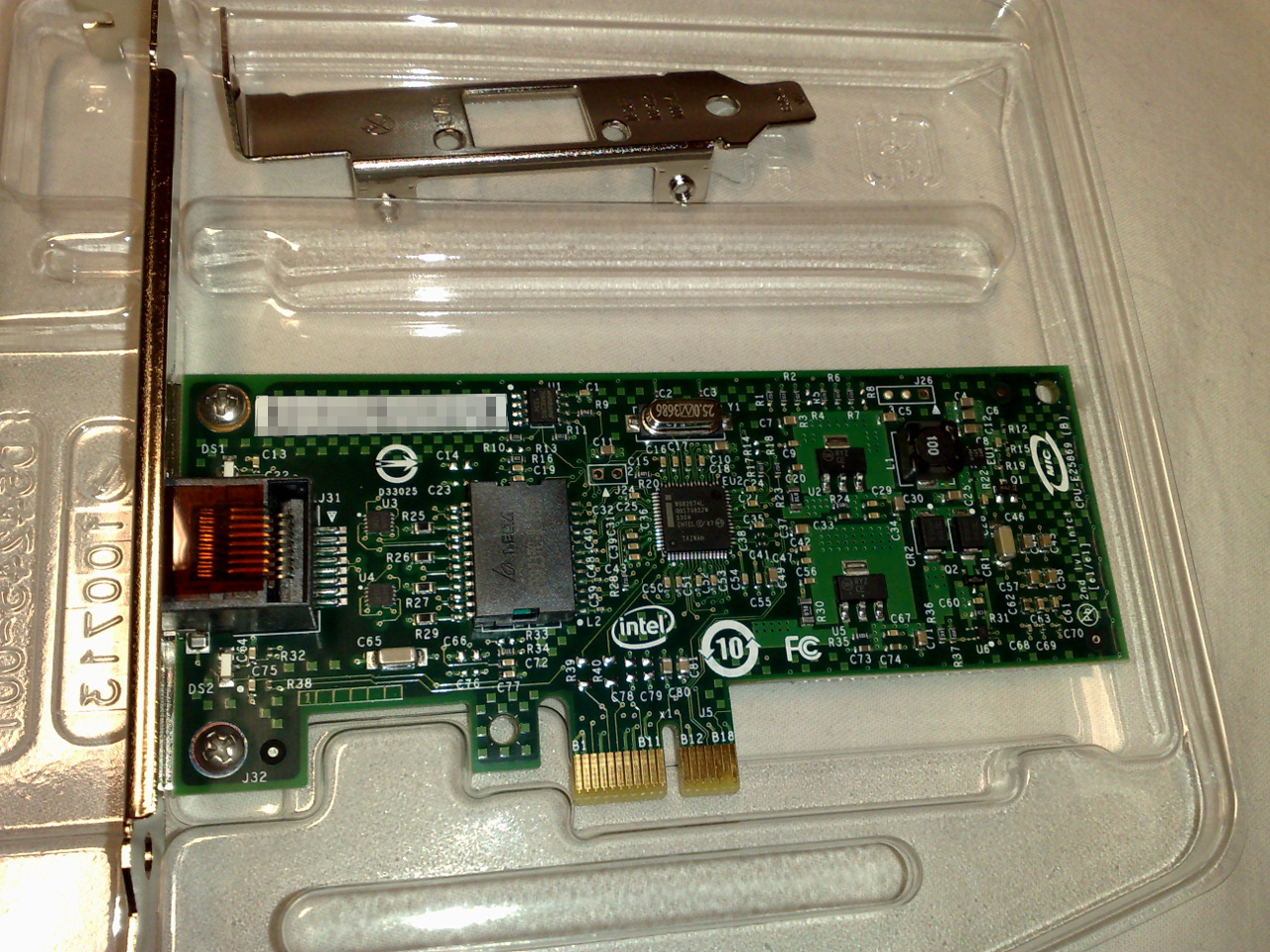
Intel 82574L Gigabit Ethernet NIC, una tarjeta PCI Express ×1, que proporciona dos colas de recepción de hardware.

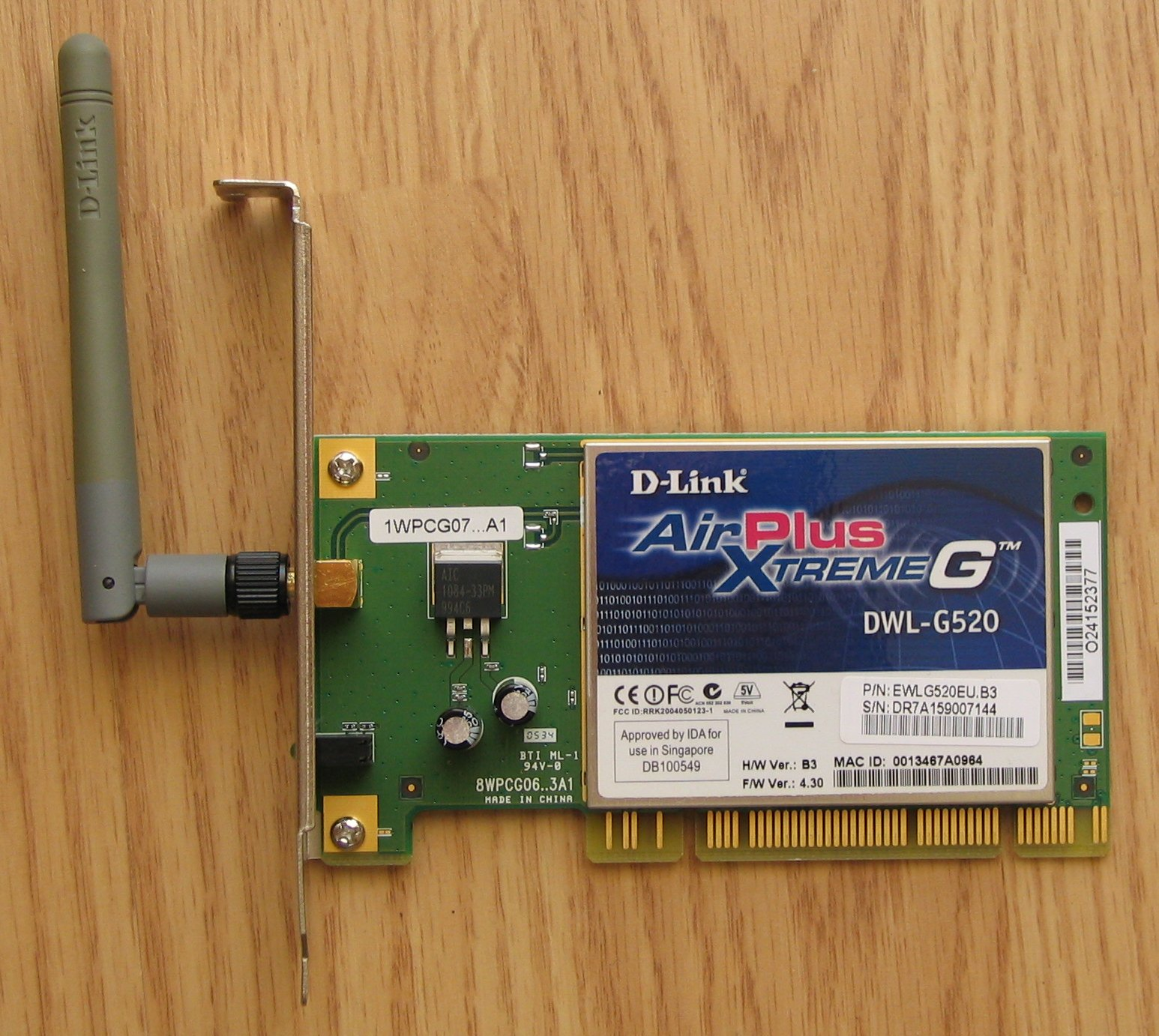
Tarjeta de expansión PCI para red inalámbrica Wi-Fi.

Existen diversos tipos de tarjetas, placas o adaptadores de red, en función del tipo de cableado o arquitectura de red:
- Token Ring
- ARCNET
- Ethernet
- Wi-Fi

### Token Ring
Las tarjetas para red Token Ring están prácticamente en desuso, debido a la baja velocidad y elevado costo respecto de Ethernet.
Tenían conector DB-9.
También se utilizó el conector RJ-45 para las NIC y las MAU (Multiple Access Unit, unidad de múltiple acceso), que era el núcleo de una red Token Ring.

### Arcnet
Las tarjetas para red ARCNET utilizaban principalmente conector BNC y/o puertos RJ-45.

### Ethernet
Las tarjetas de red para Ethernet utilizan conectores:
- RJ-45 (Registered jack): 10/100/1000,
- BNC (Bayonet Neill-Concelman): 10,
- AUI (Attachment Unit Interface): 10,
- MII (Media Independent Interface): 100,
- GMII (Gigabit Media Independent Interface): 1000

El caso más habitual es el de la tarjeta con el conector RJ-45, aunque durante la transición del uso mayoritario de cable coaxial (10 Mbit/s) al cable de par trenzado (100 Mbit/s) abundaron las tarjetas con conectores BNC y RJ-45, e incluso BNC / AUI / RJ-45 (en muchas de ellas se pueden ver serigrafiados los conectores no usados).
Con la entrada de las redes Gigabit y el que en las casas sea frecuente la presencia de varias computadoras comienzan a verse tarjetas y placas base (con NIC integradas) con 2 y hasta 4 puertos RJ-45, que antes estaba reservado a los servidores.
Pueden variar en función de la velocidad de transmisión, normalmente 10 Mbit/s o 10/100 Mbit/s. también se utilizan las de 1000 Mbit/s, conocida como Gigabit Ethernet y en algunos casos 10 Gigabit Ethernet, utilizando también cable de par trenzado, de categorías: 6, 6a y Cat 7, que funcionan a frecuencias más altas.
Las velocidades especificadas por los fabricantes son teóricas, por ejemplo las de 100 Mbit/s realmente pueden llegar como máximo a 78,4 Mbit/s.[cita requerida]

### Wi-Fi
También son NIC las tarjetas inalámbricas (wireless), que vienen en diferentes variedades dependiendo de la norma a la cual se ajusten, usualmente son 802.11b, 802.11g y 802.11n. Las más populares son la 802.11b que transmite a 11 Mbit/s (1,375 MB/s) con una distancia teórica de 100 metros y la 802.11g que transmite a 54 Mbit/s (6,75 MB/s).
La velocidad real de transferencia que llega a alcanzar una tarjeta Wi-Fi con protocolo 11.b es de unos 4 Mbit/s (0,5 MB/s) y las de protocolo 11.g llegan como máximo a unos 20 Mbit/s[cita requerida]. El protocolo 11.n se viene utilizando con capacidad de transmitir 600 Mbit/s. La capa física soporta una velocidad de 300 Mbit/s, con el uso de dos flujos espaciales dentro de un canal de 40 MHz. Dependiendo del entorno, esto puede traducirse en un rendimiento percibido por el usuario de 100 Mbit/s.